# حزب ندای ایرانیان
حزب ندای ایرانیان از احزاب سیاسی جناح اصلاح‌طلبان در جمهوری اسلامی ایران است.
بیشتر اعضای این حزب سیاسی از اعضای اصلی ستاد ملی جوانان اصلاح‌طلب، شورای مشاورین سید محمد خاتمی و دیپلمات‌های نزدیک به دولت حسن روحانی هستند. سید محمدصادق خرازی مشاور ارشد خاتمی، نماینده پیشین ایران در سازمان ملل و سفیر پیشین ایران در فرانسه دبیرکل این حزب بود که در اواسط تیر ماه سال ۱۴۰۱ طی بیانیه‌ای خطاب به اعضای این حزب، کناره‌گیری خود از کلیه فعالیت‌های حزبی را اعلام کرد و در کنگره هفتم سید شهاب‌الدین طباطبایی به عنوان دبیرکل انتخاب شد.

## شکل‌گیری حزب
شهاب طباطبایی، رئیس سابق شاخه جوانان حزب مشارکت و از مؤسسان حزب جدید ندای ایرانیان زمینه تأسیس ندای ایرانیان را اینگونه توضیح داد:شاید بیش از هشت سال است که ما با دوستان و فعالان شاخه جوانان احزاب اصلاح‌طلب و اصولگرا جلسات متعددی داشتیم و هم‌اندیشی می‌کردیم. یکی از مسائلی که مورد تفاهم قرار گرفت این بود که ما هیچ پیشینه تمایز و دعوایی با یکدیگر نداشتیم. ممکن است دوستان و عزیزان بزرگ‌تر، از شروع انقلاب و قبل از آن، چالش‌هایی در روش و حتی منش با یکدیگر داشته باشند و این مسئله طی این سال‌ها بیشتر شده‌است اما در آن جلسات هم‌اندیشی جوانان احزاب متوجه شدیم که ما نقطه افتراقی جز دیدگاه‌های سیاسی‌مان نداریم و پس از مدتی به این جمع‌بندی رسیدم که ضرورتی ندارد ما ادامه‌دهنده اختلافات باشیم بلکه ما می‌توانیم با تکیه و تأکید بر مشترکات گام‌های جدیدی را آغاز کنیم.

## وجه تسمیه
یکی از اعضای هیئت مؤسسان این تشکل دلایل نام‌گذاری حزب ندا را اینگونه بیان کرده‌است:
 با توجه به شرایطی که بعد از ۸۸ به وجود آمد و برای احزاب و گروه‌های اصلاح‌طلب فعالیت با همان اسم امکان‌پذیر نبود، بسیاری از احزاب جلوی فعالیتشان گرفته شده بود، دلیل دوم هم این بود که نیروهای اصلاح‌طلب یا در زندان بودند یا منفعل شده یا اینکه هجرت را انتخاب کرده یا به هر حال ممنوعیتی داشته‌اند. این مجموعه با مشورتی که با آقای خرازی صورت گرفته شکل گرفت، در حالی که به ما می‌گویند نسل دوم اصلاحات، ما عبارت نسل دوم را به کار نبردیم و توصیه آقای خاتمی هم بود که از این عنوان استفاده نکنیم ما می‌خواهیم درون حاکمیت کار سیاسی کنیم و برای اصلاحات دستاوردهای جدید به دست آوریم.

## نحوه عضویت
با توجه به آغاز فعالیت رسمی حزب ندای ایرانیان کلیه متقاضیان همکاری با این حزب می‌توانند به‌طور رسمی درخواست خود را ارائه نمایند. بر این اساس همه ایرانیانی که خود را ملتزم به قانون اساسی جمهوری اسلامی و معتقد به مبانی سیاسی و فکری مندرج در مرامنامه این حزب می‌دانند، می‌توانند با تکمیل فرم عضویت نسبت به اعلام آمادگی برای همکاری اقدام کنند.

## اولین بیانیه راهبردی
در اولین بیانیه راهبردی این حزب که در شهریور ۹۳ منتشر شد برخی از مواضع مؤسسان این حزب تشریح شد. در این بیانیه بر روی بهره‌گیری از فرصت‌ها برای سیاست‌ورزی، لزوم گفتگو و تعامل با گروه‌های سیاسی مختلف، اهمیت صندوق رأی و شرکت در انتخابات، دموکراسی سازگار با دین، امید به آینده، استفاده از تجربه گذشته اصلاحات، فعالیت آزادانه سیاسی و کار تشکیلاتی منضبط تأکید شده‌است.

## اعضا شورای مرکزی
بر اساس رای‌گیری کنگره هشتم این حزب در نهم آذرماه ۱۴۰۳ افراد به شرح ذیل به عضویت شورای مرکزی درآمدند: 
سید شهاب الدین طباطبایی، مجید فراهانی،سعید نورمحمدی، محمدعلی محسنی بندپی، بهار آهنگریان، علی ابراهیمی، سالار احمدی، سید پوریا امجدی، خشایار امیری، مرضیه امیری، علی بختیاری، مجتبی حسینخانی، پیمان خواجوی، مهران قاسمی، مالک شهبازی، محمدحسین شیخ محمدی، انیسه صالحی، ابراهیم صبوری، میثم طاهرپور، سحرگلکاری حق، دکتر مرادی طادی، کوروش قادری، مهران قاسمی مدانی ، کاوه قدیری، هادی وکیل زاده
همین طور اعضای علی البدل اعضای شورای مرکزی به ترتیب زیر انتخاب شدند:
فاطمه فراهانی، حسام عسکری، پژمان صدیقی، سعید استوار، فرهاد جهانیان، طیبه دومانلو

## اولین مراسم غیررسمی
اولین مراسم غیررسمی حزب ندای ایرانیان را می‌توان مراسم عزاداری محرم در منزل صادق خرازی دانست. در این مراسم برخی از نزدیکان و جوانان فعال سیاسی در این حزب و تعدادی از شخصیت‌های سیاسی اعتدال گرا مانند، غلامحسین کرباسچی، محمدجواد ظریف، سید محمود دعایی، سید مسعود خامنه‌ای، علی جنتی، اسحاق جهانگیری ،محمود واعظی و … شرکت کردند.

## چهارمین کنگره حزب
۲۳ آذر ۹۷ در سالن همایش‌های برج میلاد با حضور محمدجواد ظریف برگزار گردید.

## پنجمین کنگره حزب
کنگره تشکیلاتی حزب در بیست یکم آذر ۹۸ برگزار شد، صادق خرازی بار دیگر با اکثریت آرای اعضای شورای مرکزی به عنوان دبیرکل برای یک دوره دو ساله انتخاب شد

## هفتمین کنگره حزب
هفتمین کنگره حزب در ۳۱ تیرماه ۱۴۰۱ برگزار شد

## هشتمین کنگره حزب
هشتمین کنگره سراسری حزب ندای ایرانیان با حضور جمعی از اعضای این حزب و تعدادی از شخصیت‌های سیاسی احزاب اصلاح طلب صبح جمعه  ۹ آذر ۱۴۰۳  در مجموعه فرهنگی پیامبر اعظم (ص) وزارت ارتباطات و با حضور اعضای این حزب برگزار شد.
در این کنگره، اعضای شورای مرکزی و هیات بازرسی و داوری حزب انتخاب شدند.